# Marcos Wellington de Castro Tito
Marcos Wellington de Castro Tito (Belo Horizonte, 22 de setembro de 1940 — 2 de novembro de 2022) foi um advogado e político brasileiro do estado de Minas Gerais.
Marcos Tito graduou-se na Universidade Católica de Minas Gerais, em 24 de Janeiro de 1966.
No ano de 1970 elegeu-se deputado estadual para a 7ª legislatura (1971 a 1975) e foi Presidente da Comissão de Economia da Assembléia Legislativa. Atuou também como Vice-Presidente da Comissão de Educação.
No ano de 1974 foi eleito deputado federal e foi membro da Comissão de Minas e Energia da Câmara dos Deputados. Foi Presidente da Comissão de Finanças da Câmara dos Deputados. Atuou como Presidente da JUCEMG - Junta Comercial do Estado de Minas Gerais de 1999 à 2007, onde recebeu por várias vezes consecutivas o Prêmio de Melhor Junta Comercial do Brasil.
Atuou novamente como deputado estadual na 10ª legislatura da Assembleia (1983 a 1987), como suplente.

## Morte
Morreu no dia 3 de novembro de 2022 aos 82 anos vítima de Câncer.